# Saturn Bowling
Bowling Saturne es un thriller dramático franco - belga dirigido por Patricia Mazuy y estrenado en 2022.

## Ficha técnica
- Título original : Boliche Saturno
- Logro : Patricia Mazuy
- Guion : Patricia Mazuy e Yves Thomas
- Música : Wyatt E.
- Fotografía : Simón Beaufils
- Asamblea : Mathilde Muyard
- Decoraciones : Dorian Maloine
- Trajes : Khadiya Zeggai
- Producción : Patrick Sobelman
  - Coproducción : Luc y Jean-Pierre Dardenne y Delphine Tomson
- Compañías de producción : Ex Nihilo y Les Films du Fleuve
- empresa distribuidora : Distribución Paname
- País de producción : 🇫🇷 Francia y 🇧🇪 Bélgica
- idioma original : francés
- Formato : color — 2,35:1
- Género : suspenso, drama
- Duración : 114 minutos
- Fechas de lanzamiento :
  - suizo : (Locarno)
  - Francia :
- Clasificación :
  - Francia : prohibido para menores de 16 años cuando se estrena en cines

## Producción

### Rodaje
El rodaje comienza a principios de 2021 en el Pays d'Auge (Deauville), Lisieux y Caen (Normandía).

## Estreno
La película se presenta en el festival de Locarno en agosto de 2022.

### Recepción de la crítica
En Francia, el sitio Allociné ofrece una media de 3,8⁄5 según la interpretación de 18 reseñas de prensa enumeradas.
Le Monde le dio una crítica favorable.
En 2022, la película ocupó el sexto lugar en el top 10 <i id="mwhQ">de Cahiers du cinema</i>.

### Taquilla
En su primer día de estreno en Francia, Bowling Saturne logró 1356 entradas, incluidas 451 vistas previas, para 47 copias. Esta cifra le permite ocupar el sexto puesto en taquilla de estrenos por detrás del documental Mon pays imaginaire (1712) y por delante de Straight Up (264).